# Willian Lima
Willian de Sousa e Lima, född 31 januari 2000, är en brasiliansk judoutövare.

## Karriär
Vid olympiska sommarspelen 2024 i Paris tog Lima silver i 66 kg-klassen efter en finalförlust mot japanske Hifumi Abe. Han var även en del av Brasiliens lag som tog brons i mixedlag.